# Bangu Atlético Clube (Distrito Federal)
Bangu Atlético Clube foi uma agremiação esportiva brasileira, sediada em Brasília, no Distrito Federal.

## História
O clube foi vice-campeão do Torneio Início do Departamento Autônomo da Federação Desportiva de Brasília de 1968.

## Estatísticas

### Participações
| Competição                | Competição     | Temporadas | Melhor campanha     | Estreia | Última | P | R |
| Distrito Federal (Brasil) | Torneio Início | 1          | Vice-campeão (1968) | 1968    | 1968   | – | – |